# Hebrus Valles
Hebrus Valles é um antigo vale fluvial no quadrângulo de Amenthes em Marte, localizado a 20.2° latitude norte e 233.4° longitude oeste.  A extensão deste vale é de 317 km e recebeu um antigo nome de um rio na Grécia. 
Hebrus Valles possui tributários, terraços, e ilhas em forma de lágrima. A forma de lágrima das ilhas indica a direção em que a água costumava fluir. Os terraços podem ter sido causados por  diferentes camadas rochosas ou devido à água em diferentes níveis.  Essas formações são comuns em rios na Terra. 